# Dipbech
Die Dipbech ist ein etwa fünfeinhalb Kilometer langer Bach auf dem Gebiet des luxemburgischen Kantons Esch an der Alzette. Sie ist ein westlicher und linker Zufluss der  Alzette.

## Geographie

### Verlauf
Die Dipbech entsteht aus mehreren Quellbächen westlich von Esch.
Der längste davon entspringt  auf einer Höhe von etwa 341 m in einer Wiese direkt nördlich der Grenze von Luxemburg zu Frankreich. Die verschiedenen Quellbäche vereinigen sich westlich der Laangwiss.
Kurz darauf verschwindet die Dipbech in den Untergrund, speist dann unterirdisch einen kleinen See und taucht danach in einer Grünanlage im Escher Stadtteil Lallingen direkt östlich des Boulevard Charles de Gaulle (Nationalstraße 31) wieder an der Oberfläche auf. Sie fließt nun im Stadtteil Lallingen (franz.: Lallange) in östlicher Richtung durch Kleingärten und Grünanlegen und unterquert dabei zunächst das Boulevard Grande-Duchesse Charlotte (N.4C) und danach die Rue de Luxembourg (N.4).
Der Bach mündet schließlich westlich einer ehemaligen Werkshalle von ArcelorMittal auf einer Höhe von 279,9 m vom Westen und von links in die Alzette.

### Einzugsgebiet
Das Einzugsgebiet der Dipbech wird im Norden vom Kiemelbach, im Süden vom Ruisseau Beler und im Westen von der Chiers begrenzt.